# 福厳寺 (さいたま市)
福厳寺（ふくごんじ）は、埼玉県さいたま市岩槻区にある曹洞宗の寺院。

## 歴史
1531年（享禄4年）、黙堂によって開山された。元々は同区村国に位置していたが、後に現在地に移転した。
当寺には、後北条氏による印判状が残されており、さいたま市の文化財に指定されている。さいたま市唯一の後北条氏の印判状である。
境内には、貞治二年（1363年）造立の板碑や、寛文五年（1665年）造立の庚申塔がある。

## 文化財
- 北条家印判状（さいたま市指定有形文化財 昭和60年9月3日指定）[2]

## 交通アクセス
- 路線バス村国入口停留所より徒歩18分。